# Klasea flavescens
Klasea flavescens là một loài thực vật có hoa trong họ Cúc. Loài này được (L.) Holub mô tả khoa học đầu tiên năm 1977.